# 센트럴 인텔리전스
《센트럴 인텔리전스》(영어: Central Intelligence)는 2016년 공개된 미국의 버디 액션 코미디 영화이다. 드웨인 존슨과 케빈 하트가 고등학교 동창 사이이며 테러리스트들의 위협으로부터 전 세계를 구하기 위해 힘을 합쳐 위성 암호 거래를 막는 두 주인공을 연기하였다.
박스 오피스에서 성공하였으며, 각본은 비판을 받았으나 드웨인 존슨과 케빈 하트의 연기 조합이 대체로 좋은 평가를 얻었다.

## 줄거리
1996년 고등학교 스타 운동 선수 캘빈 "더 골드 제트" 조이너가 체육관에 학생들이 전부 모인 자리에 연설을 하는 와중에 왕따 주동자 트레버 올슨과 친구들이 병적으로 비만한 너드 로비 위어딕을 알몸 상태로 끌고 와 망신을 준다. 전교생이 비웃는 가운데 위어딕을 안타깝게 여긴 조이너는 위어딕이 앞을 가릴 수 있게 학교 대표팀 잠바를 건네고 위어딕은 이에 감사를 표한다.
20년 뒤 법회계사로 일하는 조이너 앞에 탄탄한 근육질 몸으로 변모했으며 싸움 기술까지 갖춘 위어딕이 나타난다. 현재 밥 스톤이란 이름을 쓰는 위어딕은 조이너에게 한 온라인 거래 내역을 검토해달라고 부탁한다. "블랙 배저"라는 범죄자가 위성 암호를 파는 수백만 달러 규모 경매에 급진주의 과격파 국가들이 입찰한 상황이며, 다음 날 경매 종료 예정이라 접선 장소를 알아내기 위해서는 조이너의 기술이 필요하다는 것이다.
하지만 곧 중앙정보국(CIA) 요원 패멀라 해리스가 조이너에게 접근하여 스톤이 옛 파트너 필을 살해했으며 그가 바로 블랙 배저라고 주장한다. 한편 스톤과 조이너는 경매에 쓰이는 해외 계좌 추적을 위해 올슨과 만나고, 올슨은 스톤에게 과거 일을 사과하는 척 하다가 예전처럼 스톤을 조롱한다.
해리스가 고등학교 때 만나 결혼한 아내 매기를 체포하겠다고 협박하자 조이너는 할 수 없이 스톤을 배신하고, CIA에 체포된 스톤은 고문을 당한다. 하지만 조이너는 스톤의 탈출을 돕고 비행기를 훔쳐 함께 접선 장소인 보스턴 지하 주차장으로 향한다.

## 출연
- 드웨인 존슨 - 밥 스톤 역
- 케빈 하트 - 캘빈 "골든 제트" 조이너 역
- 에이미 라이언 - 패멀라 해리스 요원 역
- 에런 폴 - 필립 "필" 스탠턴 역
- 대니엘 니컬렛 - 매기 조이너 역
- 티머시 존 스미스 - 니컬러스 "닉" 쿠퍼 요원 역
- 메건 파크 - 렉시, 웨이트리스 역
- 토마스 크레치만 - 구매자 역
- 제이슨 베이트먼 - 트래버 올슨 역
- 멀리사 매카시 - 달라 맥거키언 역
- 쿠마일 난지아니 - 재러드 역
- 라이언 핸슨 - 스티브 역
- 팀 그리핀 - 스탠 미첼 요원 역
- 브렛 에이자 - 월리 요원 역
- 킴벌리 하우 - 웨이트리스 역
- 앨리 마셜 - 고등학생 역
- JP 벌렌티 - 동창회원 역
- 슬레인

## 기타 제작진
- 총괄 제작: 스티븐 므누신, 토비 에머릭

## 수상
- 2016년 제26회 크리틱스 초이스 영화상 후보 코미디 영화 남우 주연, 영화상